# Pachygnatha amurensis
Pachygnatha amurensis är en spindelart som beskrevs av Embrik Strand 1907. Pachygnatha amurensis ingår i släktet Pachygnatha och familjen käkspindlar. Inga underarter finns listade i Catalogue of Life.